# Катрин Ланкастър
Катрин Ланкастър (на английски: Catherine of Lancaster; на испански: Catalina de Lancastre; на каталонски: Caterina de Lancaster) е английска принцеса от рода на Ланкастърите и кралица на Кастилия и Леон чрез брака си с крал Енрике III Кастилски.

## Произход и ранни години
Родена е на 31 март 1373 г. в замъка Хартфорд, Хартфордшър, Англия. Дъщеря е на Джон Гонт, първи херцог на Ланкастър, и на кастилската инфанта Констанца Кастилска. Бащата на Катрин е син на английския крал Едуард III, а майка ѝ е дъщеря на кастилския крал Педро I Жестокия.
След поражението, което кастилският крал Хуан I претърпява от португалците в битката при Алжубарота на 13 август 1385 г., родителите на Катрин се възползват от отслабените позиции на Кастилия и предявяват претенции към короната ѝ. На следващата година Катрин и семейството ѝ се отправят на експедиция в Кастилия, където трябвало да привлекат подкрепа от страна на местните барони. За да засилят позициите си в борбата за престола, през 1386 г. Ланкастърови се съюзяват с Португалия, сключвайки съюза срещу Кастилия, скрепен с брак между португалския крал Жуау I и Филипа Ланкастър, която е полусестра на Катрин. С подкрепата на португалците бащата на Катрин успява да наложи властта си в Сантяго де Компостела, Виго и Понтеведра, но през 1387 г. той и семейството му са принудени да се оттеглят в Португалия след провала на планираното му нахлуване в Леон.

## Брак с инфант Енрике
В Португалия бащата на Катрин приема предложението за примирие на кастилския крал Хуан I, който предлага брак между Катрин и неговия наследник Енрике, като условието на кастилците е майката на Катрин да се откаже от претенциите си върху кастилския трон. Предложението на кастилския крал е прието и скрепено с договор, подписан от страните в Буйон, Гаскония, на 8 юли 1388 г. Династичният брак между Катрин и кастилския инфант допринася за признаването на легитимната власт на рода Трастамара над Кастилия. Заедно с примирието от Люлянгем, сключено на 18 юли 1389 г., и това от Монсао, бракът на Катрин и Енрике допринася и за края на испанския период от Стогодишната война.
На 5 август 1388 г. Катрин Ланкастър обявява официално, че приема условията на предбрачния догоровор, и встъпва в брак с кастилския инфант доброволно. Съгласно условията на договора Катрин трябва да получи като зестра градовете Сория, Алмасан, Атиенса, Деса и Молина. На 17 септември 1388 г. в Паленсия 15-годишната Катрин официално е венчана за 9-годишния Енрике.

## Кралица на Кастилия и Леон
Съпругът на Катрин наследява престола след смъртта на крал Хуан I през 1390 г., но самостоятелното му управление започва едва през 1393 г., когато официално е обявен за пълнолетен. Единственият принос на Катрин към управлението на съпруга ѝ е фактът, че тя му ражда три деца, както и отдадеността ѝ към патронажа над Доминиканския орден. През септември 1390 г. кралицата признава властта на авиньонския папа Климент VII и става негов ревностен поддръжник.
Новата кастилска кралица притежавала изключително светли черти – светъл тен, сини очи, и коса, чийто цвят е описван като смесица между червено, русо и кестеняво. Чертите ѝ по-късно се предават на нейните потомци, но най-изявени те са при внучка ѝ Исабела Кастилска и нейните дъщери Катерина Арагонска и Хуана Кастилска. Освен това Катрин е сравнително висока за времето си, като ръстът ѝ е почти 6 фута (малко над 180 см.). Прекомерното пиене и обилното хранене стават причина Катрин да напълнее и да развие подагра и други здравословни проблеми в по-зряла възраст.

## Регентство
Крал Енрике III умира през 1406 г., оставяйки на престола невръстния си син Хуан II. Съгласно завещанието на покойния, до навършване на пълнолетие, малолетният Хуан II трябва да управлява чрез регентски съвет. Начело на кралския съвет са Катерина и чичо му Фернандо I Арагонски. Фернандо I Арагонски обаче се ползва с по-голяма власт от останалите регенти. В същото време попечителството над малолетния крал е поверено на двама благородници – Диего Лопес де Сунига и Хуан Фернандес де Валеско. Срещу това се опълчва кралицата-майка, която отвежда семейството си в Алкасар де Сеговия, подготвяйки се за продължителна отбрана на замъка. Кризата е преодоляна от Фернандо I, който успява да се договори с Катерина, позволявайки ѝ да запази попечителството над сина си.
По време на регентството, което Катерина и Фернандо I споделят с кралския съвет, в Кастилия се води последователна политика за потискане на религиозните малцинства. По заповед на Фернандо I мюсюлманите са задължени да носят специален символ – синя луна, пришит на дрехите им. Освен това им е забранено да напускат родните си места и да търгуват с християни. Подобни рестрикции са въведени и за еврейските поданици на кралството. Политиката срещу религиозните малцинства се ползва от активната подкрепа на Катерина през целия ѝ живот. Противоречията ѝ с останалите регенти обаче стават причина за фрагментиране на управлението: по решение на кралския съвет Катерина получава управлението над северозападните части на кралството.
Тъй като Катерина активно се намесва и във войната на Фернандо I срещу Гранада, политическите връзки на Кастилия с Франция отслабват за сметка на по-тясното кастилско сближаване с Португалия, където кралица е сестрата на Катерина – Филипа, и с Англия, управлявана от 1399 г. от полубрат ѝ Хенри IV. Това става причина за развитието на търговските отношения между Кастилия и Англия, което се отразява благоприятно на кастилските комуни. В същото време политиката ѝ среща и отпор от страна на другите регенти. Постоянното съперничество с Фернандо I става причина Катерина да подкрепя антипапа Бенедикт XIII и да се изказва негативно срещу събора в Констанца.
След смъртта на Фернандо I през 1416 г. Катрин започва все повече да губи влиянието си в управлението на страната, тъй като противниците на арагонския крал постепенно оттеглят помощта си за нея. С разклатено след прекаран инфаркт здраве Катерина напуска регентството и се отказва от попечителството над сина си. Сведенията към този последен етап от живота ѝ, оставени от Ферман Перес де Гусман, я описват като висока, дебела и бледа жена, чиито движения подобават повече на един мъж. В същото време той я описва като добродетелна и сдържана както в личния си живот, така и сред обществото. За кралицата-майка се изказват мнения, че е щедра и по своему магнетична, въпреки че се влияе изключително от своите фаворити в двора.
Катрин Ланкастър умира от сърдечен удар на 2 юни 1418 г. във Валядолид. Погребана е до съпруга си в катедралата в Толедо.

## Деца
Катрин Ланкастър ражда на съпруга си три деца:
- Мария Кастилска (1401 – 1458), омъжена за арагонския крал Алфонсо V
- Катерина Кастилска (1403/1406 – 1439)
- Хуан II (1405 – 1454), крал на Кастилия и Леон (1406 – 1454)